# Perry (Caroline du Sud)
Pour les articles homonymes, voir Perry.
Perry est une ville du comté d'Aiken, dans l'État de la Caroline du Sud, aux États-Unis,. En 2010, elle compte une population de 233 habitants.

## Démographie
Lors du recensement de 2010, la ville comptait une population de 233 habitants, tandis qu'en 2019, elle est estimée à 248 habitants.